# メタデザイン

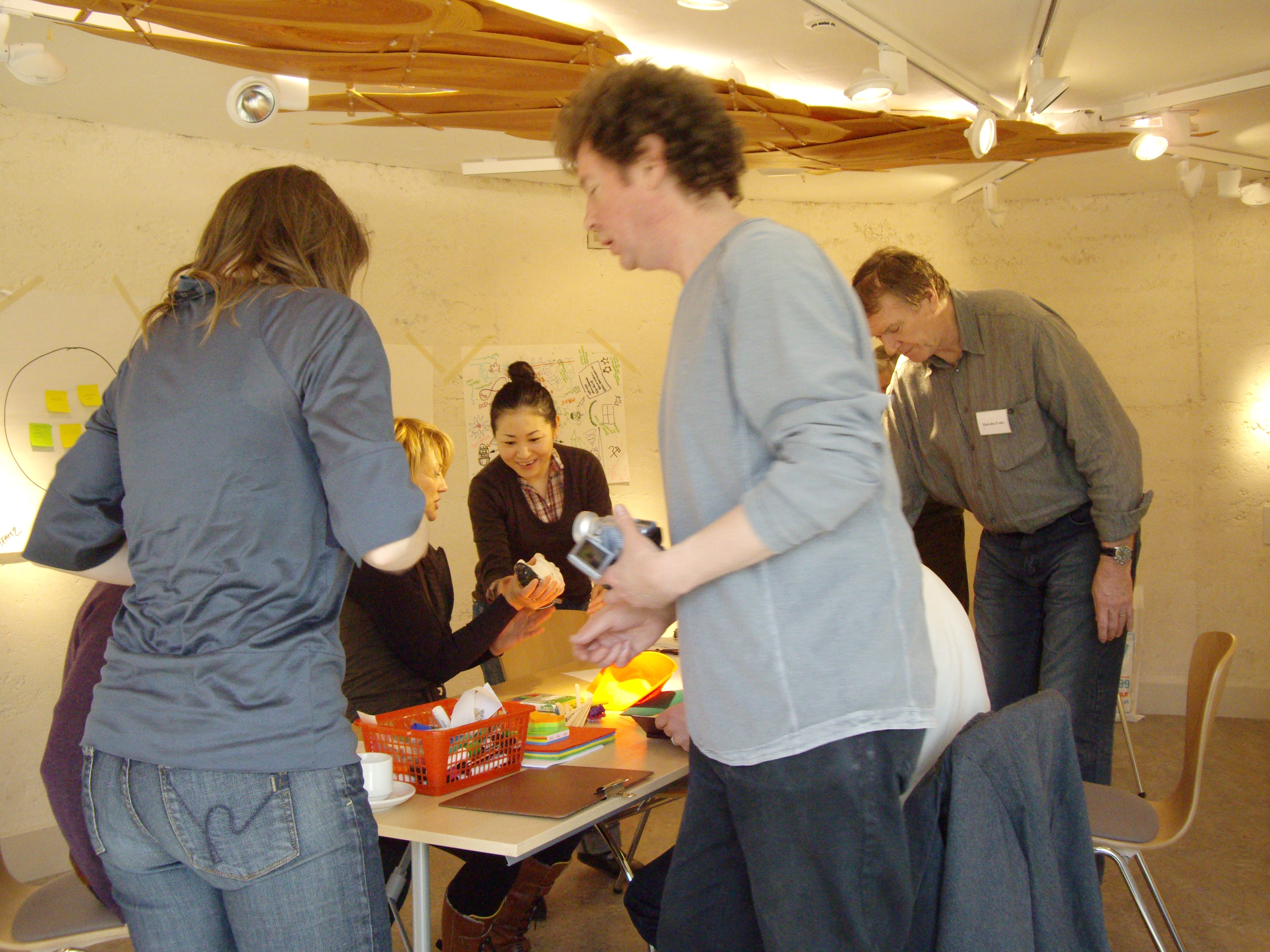
ロンドン大学ゴールドスミスの研究者によって主催されたメタデザインワークショップのチームメンバー (2008年)

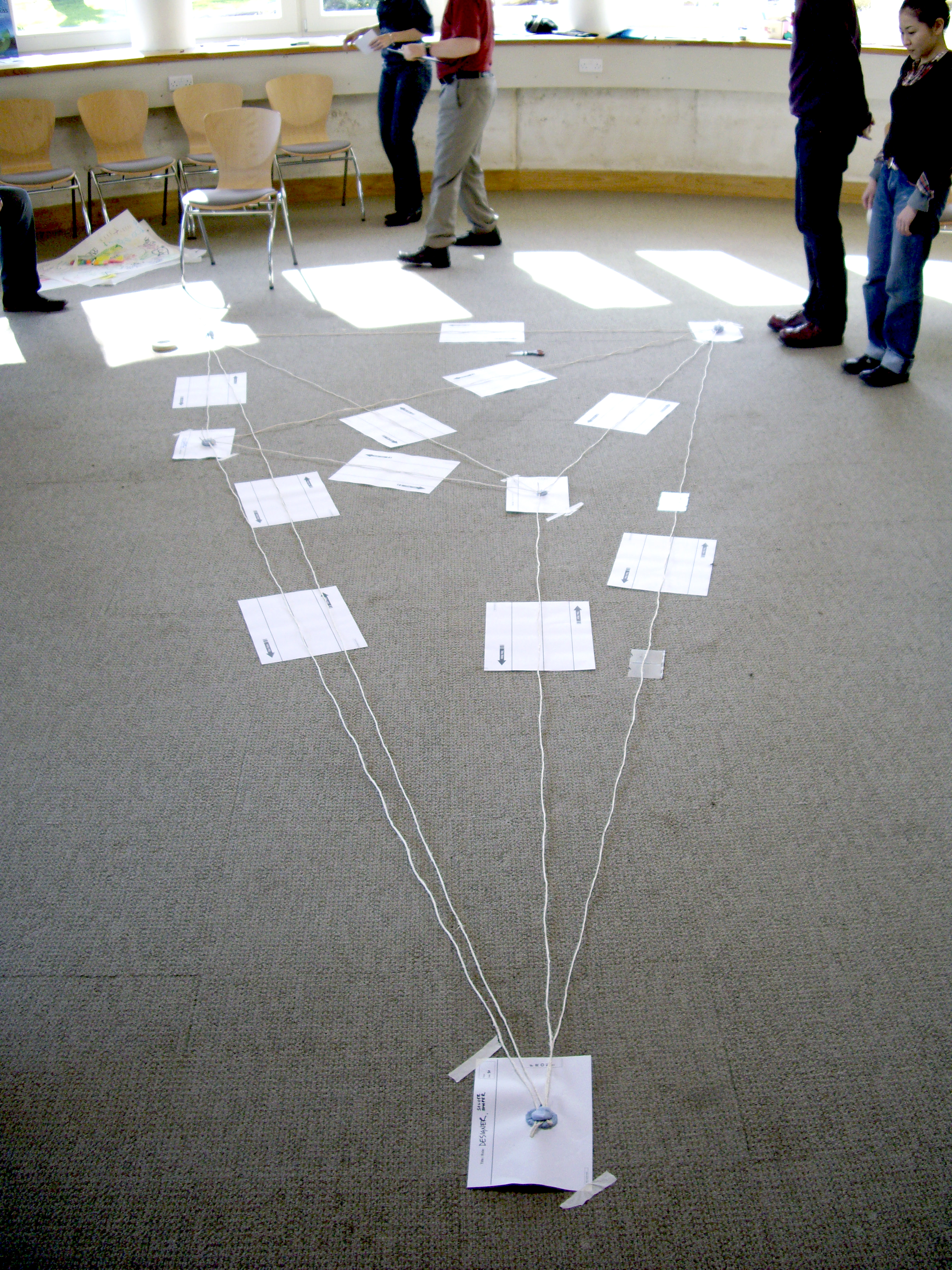
メタデザインの研究者は、彼らの関係をシナジーさせるためにチームメイトの位置をマップする。(2008年)

メタデザイン（英: metadesign）とは、協働デザインを可能にするために、社会的、経済的、技術的な基盤を再定義し、創り出すことを目指す、新しい概念的枠組みである。メタデザインは、参加者が協働でデザインを行うための、具体的なツールや方法によって構成されている。
メタデザインは一つの方法論として、様々な領域を超えた学際的なメンバーで構成されるメタデザインチームによって協働し、これまで暗黙のうにち不可能だと決め込まれていた事に対して、可能性や方向性を見つけ出す。生態系の仕組みからもヒントを得ている「メタデザイン」という新しい領域が目指すのは、私たちの住まい方、食べ方、着方、コミュニケーションの取り方、生産の仕方、共生の仕方などを再考し、改善する事である。

## メタデザインの必要性
メタデザインでは、環境破壊によってもたらされる壊滅的な惨事に対応するためには、一般の人々の考え方やふるまい方を変えることが不可欠であるとされる。なぜなら、現在のグローバル経済では、ライフスタイルは消費行動によって動かされているため、特に政府がとるような「目標と罰則」という方法論では達成できないとされる。したがって、ライフスタイルに働きかけることができる、クリエイティブなアプローチが必要とされているとしている。考えられる一つの解決法としては、統治にデザイン思考を導入することであるとする。なぜなら、デザインによって介入することで、ライフスタイルというレベルにより直接的に働きかけることができるからである。
多くのデザイナーが、個人的には環境について考えているとしても、既存の経済システムが与える圧力に対抗するには勝ち目がないことが、これまで証明されてきたという背景がある。加えて、ほとんどのデザイナーは、ある特定の分野のスペシャリストとして働くようトレーニングされており、それによって職と報酬を得ているので、自身の働き方を意識的に「リデザイン」することができないと指摘する。
なぜなら、専門家というレベルであっても、現状は、高度なレベルでの戦略的な力を得ることができない状況にあるからだと指摘する。それは、専門分野というものが、その特定の範囲内で通用する一般的な考え方や特定のやり方などの枠組みを作り上げるので、既存の枠組みにとらわれずに物事を考えるということを難しいものにしていると述べる。このような背景のもとでは、高度に複雑な状況の社会を「全体」として捉え、それにしっかりと責任をもった方法で対処するようトレーニングされたデザイナーはどこにもいないと考えられる。
したがってメタデザインは、バックミンスター・フラーが提唱したPrime Designに通じるところがある。「メタデザイン」とは、社会にとって、衣食住の方法、生産や移動の方法を調整することによって、その環境の内部から、社会それ自体を作りかえる方法である。このような、環境や倫理に対する関心が動機となり、研究者たちは「メタデザイン」の専門性を確立しようとしている。それは、極度に複雑な状況における、新しいデザイン倫理の領域を成すものだとされる。
メタデザインは、協働デザインや、過去約50年の間にわたって現れてきたその他のデザイン方法の上位集合となりうる考え方であるとされる。メタデザインは、多様な異なる領域の方法との間でシナジー（相乗作用）を産み出そうとする企業家チームの間でも運用されるだろうと述べる。なぜならメタデザインとは、機会を探し求めるプロセスのなかで、苦境をも受け入れながら、自らを状況に応じてデザインし直す（リデザインする）方法論であるからである。
メタデザインの目的は、さらなるシナジーを生み出す性質：「シナジーのシナジー(synergy of benign synergies)」を作り出す事である。そのような実践的目的のあるシナジーを作り出し、さらに、それらをコミュニティの中で共有することで、人間は「より少ないもので多くのものを成す」ことが可能になるとされる。
しかし、「シナジー」というものは、従来のパラダイムや現実的な言語にとらわれない考え方であるため、つかみどころがないとも言える。メタデザインはこの弱点を認めながら、メタデザインのタスク全体の中で、活動的かつ創造的な言語を用いた要素を組み入れることで、この問題を克服し、新たなレベルに到達することを目指している。さらに、メタデザインを戦略的視点からみたとき、シナジーが原則として相違性を必要とすること（異なるもの同士の間に生み出される現象であること）を認めている。
概念的なレベルにおいては、ケストラーがバイソシエーションと呼んだ、可能性発見の技術と類似している。生態学的なレベルにおいては、共生関係、または、生物多様性によってもたらされる全体系的な安定に類似しているといえる。従って、「メタデザイナー」は、「多様性の多様性」を協働で模索し、創り出して行くことが必要であるとする。それは、協働によるイノベーションや開発、実地試験、評価と改善を要求する、困難を伴う期待であるとされる。

## 歴史
メタデザインは初め、1963年にオランダ人デザイナーのアンドリエス・ヴァン・オンクがウルム造形大学在学中（後にミラノ工科大学とISIA）に、インダストリアルデザイン領域において、複雑性理論と情報システムの領域をも視野に入れ提唱した、デザインへのアプローチであった。
それ以降、様々な異なるデザイン、クリエイティブ、リサーチにおいてメタデザインという言葉が用いられてきた。例えば、ウンベルト・マトゥラーナとフランシスコ・バレーラの生物学的なアプローチ、ゲルハルト・フィッシャーやエリサ・ジャカルディのtechno-socialなアプローチ、ポール・ヴィリリオのtechno-politicalのアプローチなどである。
その後、ミラノ工科大学に活動的なグループが出現し、世界各地の大学や大学院プログラムのデザイン教育においてメタデザインの考え方が取り入れられ始めた。それらは基本的にヴァン・オンクの考え方に基づいたもので、ミラノ工科大学において更に発展した。一方で、マトゥラーナとバレーラのアプローチを基に世界各地で非常に活発に活動をするグループも存在する。
より最近では、メタデザインを構造化された創造的なプロセスとして体系化することが進められてきた。例えば、
- ゲルハルト・フィシャー（英語版）やエリサ・ジャカルディ
- カイオ・ヴァッサオらの学術的研究[5][6]

又より広い領域においては、ポスト構造主義の哲学者たち、ニール・ポストマンのメディア生態学、クリストファー・アレクザンダーのパタン・ランゲージ、ディープエコロジーなどに及ぶ。
このような多様なアプローチが存在するのは、無数の解釈を可能にするメタデザインという言葉の語源的構造によるところが大きい。

## デザインをリデザインする
ギリシャ語の「メタ (meta)」は元来、「側、脇 (beside)」や「後に (after)」を意味するが、現在では、自己の変容を含めた、変化、変形、変質の可能性を示唆するために使われることもある。したがってメタデザインという言葉は、デザインそれ自体をデザインし直すデザイン実践の可能性をも含む（マトゥラーナとバレーラの造語「オートポイエーシス」を参照）。
メタデザインの考え方では、デザインの段階では、その将来的な用途や問題を完全に予想することはできないと考える。しかし、これまで影響力を持ち、主流であった、アリストテレス的なデザイン理論（方法論）では、デザインは「原因」によって、そのデザインの最終的な姿が規定されることとなる。つまり、原因と結果には予測可能な関係があり、それに従ってデザインを進めるという方法論である。また、このような目的論的な観点は、そのデザインが売られるポイントで一定の経済的見返りを得る（デザインの価値が規定される）という従来の考え方に類似しており、決してデザインサイクル全体の中で継続的な段階を踏むことによって徐々にそのデザインやその価値が醸成されていくという考え方ではない。
これに対し、ユーザーをco-designers（共創するデザイナー）とすることにより、元来型のシステム開発の方法を越えて、システムデザインの伝統的な認識を変えていくだろうと期待するメタデザインの支持者たちもいる。

## Languagingの重要性
メタデザインでは実生活レベルで機能する明晰な関連性を強調している。なぜなら、有能なメタデザイン専門家または、合意性が得られる協働デザインの実践を成功させるには、物事を積極的に作り上げる前向きな精神（entrepreneurial／社会起業家）を持ち合わせること、そして搾取するのではなく提供する精神（entredonneurial）を全ての段階で必要とするからである。
もし、この関連性が自然を模倣する構造を含んでいる事に気がつけば、それは、すでに今までの生活習慣に関わっている言葉自体を新しい視点から再発見している事になる。メタデザインの方法論は、さらなるシナジーを生み出す性質を持つシナジー (synergy of benign synergies) を作りだすために、すでに存在する資源の掛け合わせを試みる事 (bisociatively) である。
この幸運に恵まれた成果を望む時、メタデザインチームは非常に有効性の高い、豊かな多様性 (diversities-of-diversities) を開拓する事になるだろう。これはメタデザインが多様性に関する倫理領域を示唆している事になる。この観点では、ケストラー(1967)はそれをホラーキーと呼び、またジョン・クリス・ジョーンズは「創造的な民主主義」(creative democracy)と呼んでいる。

## メタデザイン概念の形成ツール
メタデザインの広範囲にわたる応用と概念を背景に、 カイオ・ヴァッサオは、「ツール」という言葉に対するドゥルーズの解釈を引用し、『メタデザインは4つのツールが1セットとなった「概念形成ツール」として理解できる』と述べている。
1. 抽象概念レベル（抽象概念・言語・手段的思考の構造と限界を理解する能力）
2. 図解と位相幾何学的思考（位相幾何学的な理解に支えられた、図像的な思考とデザインの使用）
3. 手順を示す（手続き型の）デザイン（ゲームやロールプレイ、さらには手順を示す様なデザイン・アート・建築のように、手順を用いることで現実性を創造すること）
4. 発生／出現（絶対的なコントロールの欠如と、意図しなかった結果や予期しなかった結果を利用する能力）

ヴァッサオは、メタデザインに対する全ての異なるアプローチにおいて、これらの概念的なツールを確かめることができると述べている。